# У любові з любов'ю
У любові з любов'ю (англ. In Love with Love) — американська кінокомедія режисера Роуленда Лі 1924 року.

## У ролях
- Маргаріт Де Ла Мотт — Енн Джордан
- Аллан Форрест — Джек Гарднер
- Гарольд Гудвін — Роберт Меткалф
- Вільям Остін — Джордж Сірс
- Мері Воррен — Джулія
- Вілл Воллін — містер Джордан
- Аллан Сірс — Френк Оакс
- Мейбл Форрест — Меріон Сірс